# Torjägerkanone für alle
Die Torjägerkanone für alle ist eine individuelle Auszeichnung für die besten Torschützen der Männer von der 3. bis zur 11. Liga sowie an die besten Torschützinnen der Frauen bis zur 7. Liga vergeben. Diese Auszeichnung wurde anlässlich des 100-jährigen Jubiläums des Sportmagazins Kicker in der Saison 2019/20 in Anlehnung an die Torjägerkanone ins Leben gerufen und gemeinsam mit Partnern wie dem DFB und Fussball.de verliehen.

## Kriterien
Entscheidend ist die Anzahl der erzielten Tore. Wer die meisten Treffer erzielt hat, führt die Rangliste der jeweiligen Spielklasse an. Bei Gleichstand entscheidet die höhere Torquote über die Platzierung. Um die Vergleichbarkeit zu gewährleisten und den Fußball nicht unnötig zu verkomplizieren, wird auf eine Unterscheidung der Anzahl der Spieltage in einer Staffel verzichtet. Sollte auch die Torquote identisch sein, erhalten beide Spieler die Torjägerkanone.

## Liste der Preisträger der Torjägerkanone für alle

### Preisträger der Saison 2019/20
Aufgrund der COVID-19-Pandemie wurden einige Ligen unterbrochen oder vorzeitig beendet, was zu einer möglicherweise geringeren Anzahl erzielter Tore geführt haben könnte. 2020/21 gab es keine Verleihung.
| Spieler                | Mannschaft               | Tore | Spiele | Spielklasse |
| ---------------------- | ------------------------ | ---- | ------ | ----------- |
| Kwasi Okyere Wriedt    | FC Bayern München II     | 24   | 33     | 3. Liga     |
| Simon Engelmann        | SV Rödinghausen          | 24   | 33     | 4. Liga     |
| Jeremy Mikel Wachter   | TuS Osdorf               | 27   | 23     | 5. Liga     |
| Oguz Ayan              | 1. FC Mönchengladbach    | 36   | 22     | 6. Liga     |
| Jannik Gerlach         | Eichholzer SV            | 34   | 19     | 7. Liga     |
| Ole-Mathis Schene      | BSC Acosta               | 47   | 17     | 8. Liga     |
| Steven Schönfeld       | Komet Blankenese         | 47   | 17     | 8. Liga     |
| Kamil Drzymala         | TuS Germania Hersel 1910 | 44   | 16     | 9. Liga     |
| Fabio da Costa Pereira | Fortuna Emsdetten        | 49   | 17     | 10. Liga    |
| Niklas Groß            | SC Pantringshof          | 70   | 21     | 11. Liga    |

### Preisträger der Saison 2021/22
| Spieler           | Mannschaft              | Tore | Spiele | Spielklasse |
| ----------------- | ----------------------- | ---- | ------ | ----------- |
| Patrick Hobsch    | SpVgg Unterhaching      | 28   | 37     | 4. Liga     |
| Marcel Platzek    | 1. FC Bocholt           | 39   | 30     | 5. Liga     |
| Janik Michel      | FC Holzhausen           | 47   |        | 6. Liga     |
| Kamaljit Singh    | Eintracht Nordhorn      | 55   |        | 7. Liga     |
| Achraf Gara Ali   | FC Kalbach              | 56   | 34     | 8. Liga     |
| Kai Hoffmann      | Preußen Essen           | 56   | 34     | 8. Liga     |
| Marc Enger        | SuS Haarzopf            | 77   |        | 9. Liga     |
| Aleksandr Stoilov | NK Makedonija Stuttgart | 84   | 24     | 10. Liga    |
| Sascha Ziesche    | Stern Marienfelde       | 76   | 15     | 11. Liga    |

### Preisträger der Saison 2022/23
Die 13 Gewinnerinnen und Gewinner der Saison 2022/23 wurden am 12. September 2023 feierlich im Rahmen des Länderspiels der deutschen Männer-Nationalmannschaft gegen Frankreich in Dortmund geehrt.
| Spieler              | Mannschaft                | Tore | Spiele | Spielklasse |
| -------------------- | ------------------------- | ---- | ------ | ----------- |
| Patrick Hobsch       | SpVgg Unterhaching        | 27   | 35     | 4. Liga     |
| Martin Harnik        | TuS Dassendorf            | 46   | 33     | 5. Liga     |
| Sascha Huhn          | SF BG Marburg             | 44   | 25     | 6. Liga     |
| Rico-Rene Frank      | FC Germania Bleckenstedt  | 55   | 32     | 7. Liga     |
| Ramy Jamal Raychouni | SC Gatow                  | 55   | 27     | 8. Liga     |
| Tim Domann           | SC Breite Burschen Barmen | 76   | 29     | 9. Liga     |
| Sebastian Zeitler    | FC 1926 Konradsreuth      | 77   | 33     | 10. Liga    |
| Lucas Schneider      | SSV Hagen III             | 94   | 24     | 11. Liga    |

### Preisträger der Saison 2023/24
| Spieler        | Mannschaft               | Tore | Spiele | Spielklasse |
| -------------- | ------------------------ | ---- | ------ | ----------- |
| Elias Löder    | FC Carl Zeiss Jena       | 25   | 33     | 4. Liga     |
| Maik Łukowicz  | Werder Bremen II         | 50   | 30     | 5. Liga     |
| Ole Böttcher   | TV Eiche Horn Bremen     | 44   | 30     | 6. Liga     |
| Oliver Kovacic | Kickers Offenbach II     | 58   | 27     | 7. Liga     |
| Jan Herfordt   | CF Victoria Bremen       | 52   | 27     | 8. Liga     |
| Emre Kilic     | Rot-Weiss Essen II       | 82   | 27     | 9. Liga     |
| Felix Schulz   | TSV Rotation Dresden III | 102  | 24     | 10. Liga    |
| Janik Brosch   | Eintracht Lemgo          | 119  | 15     | 11. Liga    |

## Liste der Preisträgerinnen der Torjägerkanone für alle

### Preisträgerinnen der Saison 2019/20
| Spielerin           | Mannschaft                | Tore | Spiele | Spielklasse |
| ------------------- | ------------------------- | ---- | ------ | ----------- |
| Pernille Harder     | VfL Wolfsburg             | 27   | 21     | 1. Liga     |
| Laura Lindner       | 1. FFC Turbine Potsdam II | 16   | 16     | 2. Liga     |
| Johanna Hildebrandt | TSV Jahn Calden           | 27   | 15     | 3. Liga     |
| Kira Buller         | TuS Schwachhausen         | 29   | 11     | 4. Liga     |
| Theresa Burger      | SV 1949 Weiersbach        | 40   | 9      | 5. Liga     |
| Annemarie Hörr      | FSV 1924 Bad Spandau      | 75   | 14     | 6. Liga     |
| Linda heinz         | SG Hickengrund            | 71   | 14     | 7. Liga     |

### Preisträgerinnen der Saison 2021/22
| Spielerin           | Mannschaft                       | Tore | Spiele | Spielklasse |
| ------------------- | -------------------------------- | ---- | ------ | ----------- |
| Meike Meßmer        | 1. FC Köln                       | 33   |        | 3. Liga     |
| Hannah Paulini      | Eimsbütteler TV                  | 58   |        | 4. Liga     |
| Larissa Puls        | SC Phönix Wildau                 | 50   |        | 5. Liga     |
| Alina Marie Scheben | TSV Solingen-Aufderhöhe          | 47   |        | 6. Liga     |
| Maria Asnaimer      | TuS Germania Lohauserholz-Daberg | 93   |        | 7. Liga     |

### Preisträgerinnen der Saison 2022/23
| Spielerin         | Mannschaft              | Tore | Spiele | Spielklasse |
| ----------------- | ----------------------- | ---- | ------ | ----------- |
| Aylin Yaren       | FC Viktoria 1889 Berlin | 44   |        | 3. Liga     |
| Lyn Meyer         | Eintracht Braunschweig  | 46   |        | 4. Liga     |
| Marlene Haberecht | BSG Chemie Leipzig      | 64   |        | 5. Liga     |
| Lisa Schramm      | BSG ScanHaus Marlow     | 80   |        | 6. Liga     |
| Maren Schönherr   | SV 1967 Mülheim-Raadt   | 94   | 20     | 7. Liga     |

### Preisträgerinnen der Saison 2023/24
| Spielerin         | Mannschaft                | Tore | Spiele | Spielklasse |
| ----------------- | ------------------------- | ---- | ------ | ----------- |
| Sarah Abu Sabbah  | 1. FC Union Berlin        | 42   | 22     | 3. Liga     |
| Marta Stodulska   | FC Internationale Berlin  | 68   | 28     | 4. Liga     |
| Katharina Schmidt | SC Eintracht Miersdorf/Z. | 55   | 17     | 5. Liga     |
| Lisa Reim         | Droyßiger SG              | 64   |        | 6. Liga     |
| Dana Fürderer     | SC Glück-Auf Sterkrade    | 85   | 27     | 7. Liga     |

## Besonderheiten

### Wiederkehrende Spieler und Spielerinnen
- Der ehemalige österreichische Nationalspieler und ehemalige Bundesligaprofi Martin Harnik wechselte 2020 zur TuS Dassendorf in die Oberliga Hamburg, die fünfthöchste Spielklasse und lässt dort seine Karriere ausklingen. Seit der Saison 2020/21 ist Harnik jedes Jahr in den Top 3 der Torjägerliste der Oberliga vertreten. 2022/23 wurde er mit 46 Toren Torschützenkönig.
- Wie auch Harnik ist der Deutschtürke Achraf Gara Ali vom FC Kalbach seit 2021 immer in den Top 3 vertreten.[4] In der Saison 2021/22 gewann er mit 56 geschossenen Toren den Preis in der 8. Liga.[5]
- Patrick Hobsch wurde insgesamt zweimal hintereinander Torschützenkönig der Regionalliga (2021/22 und 2022/23).
- Die Torschützenkönigin von der Saison 2022/23, Maren Schönherr, war bereits ein Jahr zuvor auf Platz 2 vertreten.
- Der Torschützenkönig der 9. Liga 2023/24, Amre Kilic, belegte 2019/20 mit 33 Toren den neunten Platz in der 8. Liga.
- Torschützenkönig der 10. Liga 2023/24, Felix Schulz, belegte 2019/20 bei SV Aufbau Großkmehlen den vierten Platz mit 46 Toren.
- Lyn Meyer und Aylin Yaren waren beide in den Top 10 der 4. Liga (2019/20) dabei.

### Interessante Fakten
- In der Saison 2023/24 schaffte es die Schwester von Niclas Füllkrug, Anna-Lena Füllkrug bei den Frauen in die Top 3 der 3. Liga.[6] Sie erzielte bei Hannover 96 in 21 gespielten Spielen, 27 Tore und erreichte Platz 3 in ihrer Spielklasse.[7] Auch 2019/20 war sie unter den Top 4.
- Der Torschützenkönig der 7. Liga Rico-Rene Frank wurde 2018 mit der deutschen Nationalmannschaft im Kleinfeldfußball in Portugal Weltmeister.[8]
- Die Torschützenkönigin 2022/23 der 7. Liga Maren Schönherr, erzielte gleich am 1. Spieltag 17 Tore, darunter auch eine direkt verwandelte Ecke.
- Bei der ersten Ausgabe 2019/20 wurde die 3. Liga der Männer, sowie die 1. und 2. Fußball-Bundesliga der Frauen noch mit aufgeführt. Heute erhalten sie die Torjägerkanone der Profis.
- Der heutige deutsche Nationalspieler Deniz Undav spielte 2019/20 beim SV Meppen und ist in der Torschützenliste auf Platz 5 der dritten Liga.

## Erfolgreiche Sturmduos
| Pl. | Spieler             | Mannschaft                               | Saison  | Tore | Gesamt   |
| --- | ------------------- | ---------------------------------------- | ------- | ---- | -------- |
| 1.  | Maik Łukowicz       | Werder Bremen II (5. Liga)               | 2023/24 | 50   | 91 Tore  |
| 2.  | Joel Imasuen        | Werder Bremen II (5. Liga)               | 2023/24 | 41   | 91 Tore  |
| 2.  | Norman Schmitt      | SV Kirkel (9. Liga)                      | 2023/24 | 73   | 138 Tore |
| 3.  | Admir Ramic         | SV Kirkel (9. Liga)                      | 2023/24 | 64   | 138 Tore |
| 1.  | Dana Fürderer       | SC Glück-Auf Sterkrade (7. Liga, Frauen) | 23/24   | 85   | 150 Tore |
| 3.  | Aysel Yasmin Gülmez | SC Glück-Auf Sterkrade (7. Liga, Frauen) | 23/24   | 65   | 150 Tore |
| 2.  | Albert Bunjaku      | Viktoria Köln (3. Liga)                  | 2019/20 | 20   | 37 Tore  |
| 5.  | Mike Wunderlich     | Viktoria Köln (3. Liga)                  | 2019/20 | 17   | 37 Tore  |
| 1.  | Pernille Harder     | VfL Wolfsburg (1. Liga, Frauen)          | 2019/20 | 27   | 43 Tore  |
| 3.  | Ewa Pajor           | VfL Wolfsburg (1. Liga, Frauen)          | 2019/20 | 16   | 43 Tore  |
| 8.  | Lene Petersen       | BSV Bramfeld (6. Liga, Frauen)           | 2019/20 | 29   | 56 Tore  |
| 10. | Emma Lisa Frings    | BSV Bramfeld (6. Liga, Frauen)           | 2019/20 | 27   | 56 Tore  |

## Spieler und Spielerinnen mit über 100 Toren
Aufgelistet werden Spieler und Spielerinnen die 100 oder mehr Tore geschossen haben, auch wenn sie nicht die Torjägerkanone für alle gewannen.
| Name            | Mannschaft               | Tore | Spiele | Saison  |
| --------------- | ------------------------ | ---- | ------ | ------- |
| Janik Brosch    | Eintracht Lemgo          | 119  | 15     | 2023/24 |
| Michele Haybat  | Rot-Weiß Rehme           | 103  |        | 2017/18 |
| Felix Schulz    | TSV Rotation Dresden III | 102  | 24     | 2023/24 |
| Dennis Teuber   | VfB Habinghorst          | 101  | 27     | 2018/19 |
| Robert Schlicht | FSV Rühn                 | 101  |        | 2017/18 |